# 順藤而上的你
《順藤而上的你》（韓語：넝쿨째 굴러온 당신），為韓國KBS自2012年2月25日起播出的週末連續劇。由《戀愛結婚》、《傳說的故鄉》的導演金亨碩執導，金南珠與編劇朴智恩繼《賢內助女王》、《逆轉女王》後第三度合作。大結局收視高達49.2%，成為2012年韓國最高收視的劇集，因此被譽為2012年的「國民電視劇」。

## 劇情介紹
車允熙不願當個委屈的媳婦，更不想侍奉公婆一家人，因此理想型就是有能力的孤兒。她遇到一個超完美的結婚對象—從小被領養到美國的外科醫生Terry姜，與他結婚後過著人人羨慕的日子。但是就在兩人搬家後一切都變了，她的完美丈夫竟然是這個與她互看不順眼的房東太太失散30年的兒子，這讓允熙夢幻般的婚姻生活瞬間跌到谷底……

## 演員陣容

### 主要角色
| 演員   | 角色          | 國語配音 | 粵語配音 | 年齡 | 介紹 |
| 金南珠 | 車允熙        | 魏晶琦   | 莊巧怡   | 38歲 | 電視劇製作公司編導（PD），是個非常強勢的女性。原本以為嫁給Terry後，可以過著沒有婆家與孩子的生活，沒想到，他們命運般的搬到了丈夫原生家庭的隔壁，成了鄰居。 |
| 劉俊相 | 方貴男Terry姜 | 宋克軍   | 蔡忠衛   | 36歲 | 綜合醫院外科醫師。小時候被領養至美國，與允熙結婚後，命運般的與自己的原生家庭成為鄰居，進而與家人相識。                                                    |

### 方家
| 演員   | 角色   | 國語配音 | 粵語配音 | 年齡 | 介紹 |
| 尹汝貞 | 嚴清愛 | 馮美麗   | 姜麗儀   | 60歲 | 方貴男的母親。為了生二淑，而不小心將兒子貴男遺落在市場，在失去兒子的三十年裡，過著非常艱辛的日子，也受到丈夫與婆婆的冷落。 |
| 張 勇  | 方長壽 | 吳文民   | 李家輝   |      | 方貴男的父親。因為妻子的不小心，讓他失去兒子，因此經常冷漠的對待妻子，直到找回貴男，他才漸漸有了笑容。                     |
| 姜富子 | 全末禮 | 魏晶琦   | 龍德瓊   |      | 方長壽的母親。對大媳婦清愛有些苛刻，但是個明白事理的老人家。                                                               |
| 羅映姬 | 張央實 | 馮友薇   |          |      | 方政勳的妻子。家世背景良好，卻因經常流產而感到痛苦，30年前，她遇見了走失的姪子，失意的她卻起了貪念。                       |
| 金相浩 | 方政培 | 陳彥鈞   | 李家傑   |      | 方長壽的弟弟，老三，在仲介公司上班，講話喜歡賣弄哲學。                                                                     |
| 沈宜英 | 高 玉  | 王瑞芹   | 陳雪瑩   |      | 方政培的妻子，性格天真迷糊。                                                                                               |
| 梁瀞疋 | 方一淑 | 王瑞芹   | 王慧珠   | 40歲 | 嚴清愛的長女，尹彬的經理人。因為丈夫外遇而搬回娘家，後來發現頂樓搬來的竟是自己以前的偶像尹彬。                             |
| 趙胤熙 | 方亞淑 | 魏晶琦   | 顧詠雪   | 30歲 | 嚴清愛的次女，性格與打扮皆很中性。因為哥哥在自己出生時失蹤，所以從來沒過過生日。是個非常懂事的女孩。後與在勇交往、結婚。   |
| 吳漣序 | 方末淑 | 馮友薇   | 謝穎茵   | 25歲 | 嚴清愛的幼女，喜歡購買名牌並擅長唬騙男人，在整型診所上班，世光的女友。                                                     |
| 郭東延 | 方將軍 | 宋克軍   |          |      | 方政培、高玉的兒子，就讀中二，頭腦有些不靈光。雖然不會讀書，但是卻很會演戲。                                               |
| 宋金植 | 方政勳 | 宋克軍   |          |      | 央實的老公，方長壽的弟弟，次男。對妻子非常冷淡。                                                                           |
|        | 南敏智 | 許淑嬪   |          |      | 一淑與南男九的女兒。 |

### 嚴家
| 演員   | 角色   | 國語配音 | 介紹                                               |
| 俞知仁 | 嚴寶愛 | 魏晶琦   | 嚴清愛的二妹，開服飾店工作。                       |
| 楊姬瓊 | 嚴順愛 | 馮友薇   | 嚴清愛的三妹，在服飾店幫忙，個性不拘小節十分愛吃。 |

### 車家
| 演員   | 角色   | 國語配音 | 年齡 | 介紹                                                           |
| 金英蘭 | 韓萬姬 | 馮友薇   |      | 車允熙的母親。對於身為老師的媳婦每天道出的大道理讓她感到無言。 |
| 金容熙 | 車世中 | 宋克軍   |      | 車允熙的哥哥。                                                 |
| 陳慶   | 閔智英 | 馮美麗   |      | 車世中的妻子，將軍的老師。                                     |
| 姜敏赫 | 車世光 | 陳彥鈞   | 25歲 | 車允熙的弟弟，KAIST學生，末淑的男友，非常害怕強勢的姐姐。           |

### 其他人物
| 演員   | 角色   | 國語配音 | 粵語配音 | 年齡 | 介紹 |
| 李熙俊 | 千在勇 | 吳文民   | 鄧肇基   | 32歲 | 允熙以前家教的學生，亞淑工作餐廳的店長，富二代，視允熙為初戀，後來被認真的亞淑吸引。後與亞淑交往、結婚。 |
| 金元俊 | 尹 彬  | 宋克軍   |          | 40歲 | 過氣歌手，後來雇忠實粉絲一淑為經紀人，也漸漸愛上她。                                                     |
| 金亨範 | 南男九 | 吳文民   |          |      | 一淑的前夫                                                                                               |
| 朴秀珍 | 宋秀智 | 王瑞芹   |          |      | 貴男同醫院的醫師，初戀是貴男。                                                                           |
| 金亨進 | 泰 永  |          |          |      | 在勇、亞淑工作的餐廳的同事。                                                                             |

### 客串出演
| 演員                             | 角色                                                                             | 國語配音 |
| 黃東柱                           | 假貴男                                                                           | 陳彥鈞   |
| 楊姬銀                           | 順愛參賽的電台主持人                                                             |          |
| 金章勳                           | 尹彬的前輩                                                                       |          |
| 全秀卿                           | 男九外遇對象                                                                     | 馮美麗   |
| 金衡鎭                           | 餐廳職員泰英                                                                     |          |
| 潘敏貞                           | 允熙製作的電視劇的女主角徐友琳                                                   |          |
| 高道英                           |                                                                                  |          |
| 元鐘麗                           |                                                                                  |          |
| 鄭秀仁                           |                                                                                  |          |
| 洪銀姬                           | 女演員洪銀姬                                                                     |          |
| 金勝友                           | 住在方家頂樓的考生                                                               |          |
| 金俊賢                           | 藝能局PD                                                                         |          |
| 姜東浩                           | 韓奎賢。惠秀的未婚夫，向惠秀解除婚約，並決定追求亞淑。                           | 陳彥鈞   |
| 池珍熙                           | 牧師（第19、20集）                                                               | 宋克軍   |
| 李壽根                           | 尹彬前經紀人，演藝企劃社代表                                                     |          |
| 金京龍                           | 不動產仲介社長                                                                   |          |
| 崔允素                           | 姜惠秀。亞淑大學時期最好的朋友，奎賢的未婚妻，明知亞淑喜歡奎賢，卻故意搶先告白。 |          |
| 鄭東奎                           | 韓醫師                                                                           |          |
| 車太鉉                           | 允熙的初戀車太奉                                                                 |          |
| 成始璄                           | 成始璄。尹彬的對手                                                               |          |
| 郭民石                           | 池PD                                                                             |          |
| 金京振                           |                                                                                  |          |
| 卓在勳                           | 東大門商人                                                                       |          |
| 黃光熙、熹哲、炯植、桐俊（ZE:A） | 人氣偶像團體                                                                     |          |
| 李惠英                           | 女演員李惠英                                                                     |          |
| 宋峻根                           | 男演員宋峻根                                                                     |          |
| 劉民相、金秀榮、李國主           |                                                                                  |          |
| 閔佑基                           |                                                                                  |          |
| 李道賢                           | 智煥                                                                             |          |
| 李正信                           | 李正信。末淑相親對象                                                             |          |
| 柳仁英                           | 柳信惠。在勇相親對象(第43集)                                                     |          |
| 洪汝珍                           | 高玉的生母                                                                       |          |
| 金鍾旼                           | 尹彬參賽節目的評審                                                               |          |
| 鄭京美                           | 尹彬忠實粉絲                                                                     |          |
| 朴昭英                           | 尹彬忠實粉絲的女兒                                                               |          |
| 申世景                           | 申世景。頂級女演員                                                               |          |
| 孔炯軫                           | 撞到允熙的路人                                                                   |          |
| 鄭民成                           | 貴男的同事                                                                       |          |
| 吉用祐                           | 貴男的養父                                                                       |          |
| 金昌淑                           | 貴男的養母                                                                       | 王瑞芹   |
| 朴素賢                           | 廣播主持人                                                                       |          |
| 金瑞亨                           | 千在勇的大姊                                                                     | 王瑞芹   |
| 趙河朗                           | 千在勇的二姊                                                                     | 馮美麗   |
| 李在勇                           | 千在勇的父親                                                                     |          |

## 其他搭配歌曲
- 台灣緯來戲劇台版本
  - 片頭曲：葉穎《愛情門徒》、A-Lin《幸福了 然後呢》
  - 片尾曲：趙傳《謝了愛》

## 獲獎
| 年份   | 大獎                                  | 獎項                  | 得獎者           |
| ------ | ------------------------------------- | --------------------- | ---------------- |
| 2012年 | 第25屆韓國PD大賞                      | 表演部門 演員獎       | 劉俊相           |
| 2012年 | 第5屆韓國電視劇節                     | 演技大賞              | 金南珠           |
| 2012年 | 第5屆韓國電視劇節                     | 作品賞                | 《順藤而上的你》 |
| 2012年 | 第5屆韓國電視劇節                     | 男子優秀賞            | 李熙俊           |
| 2012年 | 第5屆韓國電視劇節                     | 評審委員特別演技賞    | 李熙俊           |
| 2012年 | 第5屆韓國電視劇節                     | 作家賞                | 朴智恩           |
| 2012年 | 第5屆韓國電視劇節                     | 童星賞                | 郭東延           |
| 2012年 | 畫梅獎                                | 最佳女演員賞          | 金南珠           |
| 2012年 | 1st K-Drama Star Awards（大田電視節） | 最優秀女演員賞        | 金南珠           |
| 2012年 | 1st K-Drama Star Awards（大田電視節） | 優秀男演員賞          | 劉俊相           |
| 2012年 | 1st K-Drama Star Awards（大田電視節） | 最佳人氣賞            | 劉俊相           |
| 2012年 | 1st K-Drama Star Awards（大田電視節） | 劇本獎                | 朴智恩           |
| 2012年 | 1st K-Drama Star Awards（大田電視節） | 新星賞                | 吳漣序           |
| 2012年 | 1st K-Drama Star Awards（大田電視節） | 新星賞                | 姜敏赫           |
| 2012年 | KBS演技大賞                           | 大賞                  | 金南珠           |
| 2012年 | KBS演技大賞                           | 男子最優秀賞          | 劉俊相           |
| 2012年 | KBS演技大賞                           | 女子優秀賞 長篇電視劇 | 尹汝貞           |
| 2012年 | KBS演技大賞                           | 情侶賞                | 金南珠 & 劉俊相  |
| 2012年 | KBS演技大賞                           | 情侶賞                | 趙允熙 & 李熙俊  |
| 2012年 | KBS演技大賞                           | 男子配角賞            | 金相浩           |
| 2012年 | KBS演技大賞                           | 女子配角賞            | 趙允熙           |
| 2012年 | KBS演技大賞                           | 男子新人賞            | 李熙俊           |
| 2012年 | KBS演技大賞                           | 女子新人賞            | 吳漣序           |
| 2012年 | KBS演技大賞                           | 作家賞                | 朴智恩           |
| 2012年 | 20th大韓民國文化演藝大賞              | 電視劇演技大賞        | 金南珠           |
| 2012年 | 20th大韓民國文化演藝大賞              | 電視劇最優秀作品賞    | 《順藤而上的你》 |
| 2012年 | 20th大韓民國文化演藝大賞              | 電視劇PD賞            | 金亨碩           |
| 2013年 | 第49屆百想藝術大賞                    | TV部門 男子新人演技賞 | 李熙俊           |
| 2013年 | 第40屆韓國放送大賞                    | 長篇電視劇作品賞      | 《順藤而上的你》 |

## 同時段競爭作品
- MBC：《武神》
- SBS：、《美味人生》

## 外部連結
- 韓國KBS （页面存档备份，存于） 
- 互联网电影数据库（IMDb）上《順藤而上的你》的资料（英文）
- 豆瓣电影上《順藤而上的你》的資料 （简体中文）